# Leng Tch’e
Leng Tch’e — четвёртый студийный альбом группы Джона Зорна «Naked City», впервые вышедший в 1992 г. на японском лейбле Toy's Factory. Состоит из единственного трека продолжительностью более получаса. В отличие от предыдущих альбомов «Naked City», характеризующихся быстрым темпом и сменами стилей, данный альбом ближе к стилистике сладж-метала.

## Переиздания
Альбом был переиздан в 1996 г. на Tzadik в составе двухдискового бокс-сета «Black Box» вместе с альбомом «Torture Garden». Также альбом вошёл в бокс-сет Naked City: The Complete Studio Recordings, изданный в 2005.

## Обложка
На обложке альбома изображена архивная фотография приведения в исполнение китайской казни «линчи». В тексте буклета японских версий альбома разъяснялись литературные реминисценции и источники данного произведения.

По утверждению буклета, изучение взаимоотношений между насилием и священным привело Зорна к творчеству философа-постмодерниста Жоржа Батая. В произведении «Слёзы Эроса» приводится серия архивных фотографий казни «линчи» и впечатления автора от просмотра этих фотографий, цитированные в буклете в сокращении. Батай писал об этих фотографиях также в произведении «Внутренний опыт»: 
Подолгу глядел, к примеру, на одну фотографию — либо вызывал в мыслях воспоминание о ней. На фотографии запечатлена китайская казнь, проходящая, судя по всему, в наше время. Некогда у меня была целая серия фотографий этого китайца, у которого ноги отрублены по колени, руки — по локти. Под конец казни жертва корчится в последних судорогах, с рассечённой грудью. Со вставшими дыбом волосами, омерзительная, дикая, вся исполосованная кровью, прекрасная, словно оса.

## Влияние
Весьма вероятно, что название бельгийской грайндкоровой группы Leng Tch'e заимствовано у данного альбома.

## Список композиций
1. «Leng Tch’e» (Джон Зорн) — 31:37

## Участники записи
- Джон Зорн — альт-саксофон, вокал
- Бил Фриселл — гитара
- Вэйн Хорвиц — клавишные
- Фред Фрит — бас-гитара
- Джоуи Бэрон — барабаны
- Яматака Ай — вокал